# Parlement de Sainte-Lucie

Emblème du Parlement de Sainte-Lucie.

Le Parlement de Sainte-Lucie (en anglais : Parliament of Saint Lucia) est l'organe législatif bicaméral de Sainte-Lucie. Il est composé :
- du monarque de Sainte-Lucie, représenté par le gouverneur général ;
- d'une chambre basse, l'Assemblée ;
- d'une chambre haute, le Sénat.